# 配票
配票是一種運用策略，以求某方充分利用票源，獲得最大席次之投票。由於在複數選區單記不可讓渡投票制中，並非僅由最高票當選，而係各候選人得票僅需在當選席次內領先即當選，因此政黨或政治聯盟透過組織動員或是號召選民自動將票源分配投給有希望當選的候選人，使其達到當選門檻，使該政黨當選席次最大化，避免個別參選人衝高票數造成選票浪費。在複數選區制，大黨可以配票，而立場相近的政治團體亦可利用配票去擴大影響力。

## 意義
例：今日有三人A、B、C，參加有二席名額之民意代表選舉。其中A君與C君同黨，但A君民調支持度遠高於其他二人。
此時黨中央考量到A君票數太高並無意義，不如選前即要求支持者分配一些選票改投給同黨的C君，二席皆獲得的可能性反而較大，這個過程就稱為「配票」。

## 方法
配票的方法五花八門。既有選民之間自發商討的，也有透過團體動員的。以台灣為例，若政黨欲配票給四位候選人，可能要求選民以出生日為準，春、夏、秋、冬分別投與不同人選，以求平均分配，並搭配口號及密集選前宣傳以達到功效。
在台灣選舉史中，更早期尚有劃分「責任票源區」的作法，即政黨指示各村各里的選民分別投與自己所「負責」的候選人，也能達到平均分配的效果。在2021年修改選舉制度前的香港立法會選舉中，部分政黨如民建聯及民主黨在採用名單比例代表制的地方選區選舉中，按其候選人的主要活躍地區分拆多張名單參選（尤見於新界東及新界西這些大選區），也可算是一種「責任票源區」的配票手法。
另外如果可以滿足以下條件，則可在選舉期間才因應預計結果針對性將選票分向某組別（在比例代表制的情況下）：
1. 该政党有足够多的票数。
2. 兩組或以上的組別存在極其緊密的盟友關係，使得相關勢力是以兩組合計所得最大議席數目，而非個別組別取得最高票數為目的。
3. 相關勢力存在一批相當忠誠的支持者（鐵票），在需要時可無條件聽從指示投票向某一組別。
4. 在選舉過程中可掌握精準度甚高的民意調查。

方法是在選舉當日進行民意調查，便可大約得知每個組別的選票分佈，由此推算出盟友中哪個組別是有候選人在當選邊緣（僅勝或僅敗），便於選舉後期（一般為傍晚或以後）動員鐵票投向該組別。
其他方法尚有以身份證末碼判定、以性別為準等。

## 历史
配票策略最早由中华民国新党竞选负责人趙少康在第三届立委、国代选举中提出，新党立委席位由原来的7席猛增至21席，首次参选国大代表即当选46席。 
由於配票需要同黨候選人分配選票，故事前需對地方政治生態有縝密之調查，有一不慎即可能全軍覆沒。以台灣選舉史上為例，不乏有配票失敗及成功的案例、甚至引起另一件政治風波。

### 中華民國（臺灣）

#### 成功
- 第三屆立法委員選舉以民調戰為號召的新黨首次以身份證末碼方式配票，在北部得到好成績。往後新黨在市議員等地方選戰中大量運用配票策略，當時新黨甚至自豪聲稱透過該黨民調與配票機制，「只有十萬元的小市民也能選舉參政」，惟在後來多項選舉中，新黨得票逐漸走下坡，並未發揮原先所稱之優勢。
- 1995年立委選舉，民主進步黨首創的「四季紅」配票，為配票中聯合的方式，以支持者的出生季節訴求平均分票，且讓提名南區臺北市的四席立委（國會議員）創造出全部當選的全壘打好成績（100%）[3]。除了四季紅，民進黨在同黨五人參選區，也以身分證末碼分五組，籲請支持者平均配票，訴求「五虎將」全上。
- 2001年立委暨縣市長選舉，民主進步黨以身分證號末一碼方式精準配票，支持者認同席次最大化理念，紛紛按照該方法投給所屬候選人，使民進黨於臺南縣五席立委全部安全上壘（100%）。
- 2004年中華民國立法委員選舉：
  - 民主進步黨於2004年立委選舉[4]，是該黨「精準配票」的經典實例，尤其嘉義縣，黨籍候選人張花冠、林國慶、蔡啟芳的得票非常平均，差距只有500多票，三人得票都落在3萬7千多票，可謂「配得剛剛好」，導致原先仍有一定實力的國民黨，只當選翁重鈞一人。
  - 民主進步黨也以身分證號碼末一碼配票再度使臺南縣五席立委全上，但因之後民調較差的三位立委紛紛打出競選告急牌，導致民調第一名的葉宜津最終依靠婦女保障名額方能當選（100%）。
  - 民主進步黨在臺北市北區以身分證字號末一碼號召，再度發揮該黨「精準配票」實力，使該區所提名的五人全員當選，吊車尾的林重謨更是僅以不到100票的差距擠入榜中，成為最大贏家（100%）。
  - 民主進步黨與友黨台灣團結聯盟在高雄市北區協議以出生月份進行「四季紅」配票，再度讓泛綠陣營所提名的四人全部當選（100%）。

#### 失敗
- 錢林慧君：臺南市台聯立法委員，2004年立委選舉時尋求連任。包括她在內，泛綠陣營尚有3位民進黨員選舉。但民進黨配票時並未特別將錢林慧君納入考量，結果民進黨多數候選人票數過高，錢林認為她沒有被民進黨分到票，最終也以1,000票差距飲恨。此事件導致翌年臺南市長選舉時，泛綠陣營分裂，錢林慧君再度出馬，欲與同屬泛綠、尋求連任的許添財同時競選，惟最終許添財仍然高票當選。
- 段宜康：民進黨籍台北市南區立法委員，在2004年立委選舉中尋求連任，在選舉過程中民調居高不下，但在投票結果揭曉後意外落選；該選區泛綠總共提名六人、但有兩人落選（若配票成功、應該僅有沈富雄一人落選）。一般認為原因可能是泛綠在該藍大於綠選區超額提名鑄下大錯，加上原本民調較低的同黨參選人王世堅瓜分泛綠游離票源（支持者認為要搶救落後者上壘）、以該區第二高票當選（當時同選區的泛綠選民刻意聯合抵制沈富雄，沈也在預料內落選，但是這些選票沒有被引導到平均分配其他泛綠候選人，因此看好度高的段宜康落選、看好度較低的王世堅卻高票當選）。

### 澳門

#### 成功
- 在2009年澳門立法會選舉，新澳門學社分拆為兩張名單，推出「一加一等於四」口號，期望爭取最多四個議席，並呼籲支持者自行尋找搭擋配合作一比一均衡投票。最終結果是兩組得票比例大約以六比四分佈而合計獲得三席，名單「民主昌澳門」第一名，尋求連任的吳國昌議員成功帶連名單第二名的陳偉智成功當選，以為第二張名單「民主新澳門」的區錦新議員亦成功連任。雖然未能達到當中爭取四席的目標，但這已是憑兩組合計票數所能爭取到的最大席位數目，以配票角度而言算是相當成功。

#### 失敗
- 在2009年澳門立法會選舉，由於以基層親中建制社團為主的「群力」和「同心」分拆名單參選，導致其中一席落入同樣分拆名單參選，而總票數較少的民主派組織新澳門學社，令兩派系同樣在民選議席中佔三席。有報章認為此乃使用「改良漢狄法」計票導致，但此法在澳門自1992年至今己使用經年，親中建制社團至今的立法會議籍數量上也一直持平。[5]

### 香港

#### 成功
- 1998年香港立法會選舉中，同屬前綫工會派的街工梁耀忠和職工盟李卓人因協調不成而分拆名單出選，突破當時主流合組名單參選之做法，最終兩人分別以大約一成得票雙雙壓過新界聯盟林偉強為首名單百分之七的得票當選（若當時梁李二人以同一名單參選，以合計的二成二得票計算，首名參選人以達到20%得票門檻當選，但餘下餘額2%得票則不敵新界聯盟7%得票，則會使林偉強當選），開創配票之先河。自此，民主黨等泛民政黨紛紛效法分拆名單出選，並於2008年在多個選區配票成功。建制派亦仿傚配票之做法。
- 2012年香港立法會選舉中，民建聯派出參選地區直選的9張名單中排首位的候選人全部當選，時任主席譚耀宗承認配票成功。但實際上，這是因為泛民主派選票失衡所致，加上當時泛民主派對於民主黨政改立場之事而嚴重分歧，泛民主派支持者亦對於投票選項有不同決定，不少人提出「票債票償」，拒絕投票給民主黨，而公民黨在港島區及新界西以一張名單參選，力圖取得兩席。最終民主黨在新界西及新界東派出過多名單參選，使配票失敗，當中新界西更是兩席皆北，而新界東三張名單只能取得一席。公民黨在港島區及新界西則取得當選門檻的選票，僅獲一席，被指浪費大量選票。

#### 失敗
- 在2004年香港立法會選舉，同屬泛民主派陣營的民主黨及四十五條關注組分別在港島區出選。他們本打出「1+1=4」的口號，建議已婚的選民把一票投予民主黨，一票投予余若薇名單，使民主黨的楊森、李柱銘及四十五條關注組的余若薇及何秀蘭一起當選，奪取六個議席中的四席。然而民調顯示余若薇名單的支持率大幅領先民主黨名單，加上黨派之間的利害關係，到了投票前夕，民主黨以「李柱銘選情告急」為名，要求支持者全投民主黨名單。在投票日，蘋果日報以《李柱銘火併蔡素玉，有你冇我》為頭條，把選戰描寫成「民主之父」李柱銘與親北京陣營的民建聯蔡素玉之間的決戰，結果很多余若薇名單的支持者轉投民主黨名單，使民主黨的楊森、李柱銘以高票當選，民建聯的蔡素玉則以些微票數壓過何秀蘭及民主黨名單第三位的黎志強。雖然民主派及親中派的得票率約為6:4，但得到的議席則是3:3。有指民主黨已得知有足夠票數使李柱銘當選後，仍然高呼告急，企圖使名單第三位的黎志強也順利當選，結果不但第三席拿不到，更使何秀蘭以八百一十五票之差，敗給了蔡素玉。由於今次配票完全失敗，加上選舉失利聲浪高漲，民主黨主席楊森宣佈不連任主席，結果由副主席，重返立法會的李永達接任。此後泛民主派分拆名單參選。
- 反之在同屆選舉，泛民主派為包括不同政治光譜成員，在新界東選舉宣傳以「七(候選人)一鑽石名單」名義出選，呼籲選民集中投票，結果得票未如理想，在比例代表制下，只有足夠票數讓前三位當選，排第四的黃成智則連任失敗。相反當時未被主流民主派接受的梁國雄基於其社會運動的激進形象，得票由2000年選舉的不足二萬票上升至當屆選舉的六萬票，成功當選。